# Parker Cramer
Pour les articles homonymes, voir Cramer.
Parker Dresser Cramer, né le 16 mars 1896 à LaFayette dans l'Indiana et disparu en mer en février 1936 dans l'océan Atlantique, est un aviateur américain. 
Il relie en 1928 avec Bert Hassell le Canada à l'Europe avec une escale forcée dans l'ouest du Groenland. 

## Biographie
Ses parents, William Heman Cramer et Fanny Dresser Cramer, sont originaires de l'Illinois mais il né dans l'Indiana avant de déménager dans le comté de Clarion, en Pennsylvanie. 
En 1919, il est engagé  par la Curtiss Aeroplane Company mais il fonde l'année suivante la société aéronautique Cramer & Bartow à Clarion. Cette société va exploiter la ligne de New York - Cleveland. Cramer devient responsable de l'ouverture du terrain d'aviation de Clarion. Vers 1920, il s'installe Sanford Street à Bradford où, célibataire, il vit avec sa mère veuve, Fanny, sa sœur Joséphine et son frère William.
De 1925 à 1928, avec son frère il profite de l'essor du transport du courrier et exploite l'entreprise Cramer Flying Service. En 1928, avec son copilote Bert Hassell, ils décident de tester une route en volant de Rockford, dans l'Illinois, vers la Suède, avec une escale pour faire le plein à l'aéroport de Sondre Stromfjord au Groenland. L'ami de Hassell, Edward Stinson (en), lui construit un avion capable de transporter 700 gallons de carburant pour effectuer le vol. Elmer Etes, un autre aviateur, est choisi pour être le mécanicien. Bien que le vol initial ait échoué peu de temps après le décollage, le Greater Rockford est resté en vol pendant plus de 24 heures lors de la deuxième tentative de Hassell et Cramer.
Des vents violents ont fait dévier le Greater Rockford de sa trajectoire au-dessus du Groenland et Hassell est contraint d'atterrir sur la calotte glaciaire lorsque l'avion tombe à court de carburant. Indemnes, ils marchent pendant deux semaines sur la glace pour rejoindre leur camp. Une équipe de pêcheurs inuits les trouve au moment où le camp, croyant les pilotes perdus, était sur le point de partir. Hassell et Cramer reçoivent un accueil enthousiaste à leur retour aux États-Unis.
En 1929, il vol de New York à Nome. En 1932, il effectue un vol transatlantique entre Détroit et Copenhague. 
Il se perd dans l'Arctique lors d'une tentative de vol entre les États-Unis et Copenhague. Une liasse de papiers est récupérée à proximité des îles Shetland par un chalutier hollandais le 29 février et est ramenée à Amsterdam le 19 mars 1936.

## Hommage
Le Parker-Cramer Airport (ceb) porte son nom.